# Much Ado About Nothing (film 2012)
Much Ado About Nothing è un film del 2012 scritto e diretto da Joss Whedon e con protagonisti Amy Acker, Alexis Denisof, Nathan Fillion, Clark Gregg, Reed Diamond, Fran Kranz, Sean Maher, e Jillian Morgese. Il film è tratto dall'opera teatrale scritta da William Shakespeare Molto rumore per nulla ed è la prima pellicola prodotta dalla casa di produzione Bellwether Pictures.

## Trama
La trama del film è sostanzialmente invariata rispetto alla commedia originale di Shakespeare, sia pure con qualche taglio. Le differenze includono l'ambientazione moderna, il cambio del sesso di Corrado, l'eliminazione di alcuni ruoli minori e la fusione di altri nel personaggio dell'assistente di Leonato, e l'espansione del personaggio di Orsola affidandole alcune scene originariamente di Margherita.

## Personaggi e interpreti

### Personaggi maggiori
Anthony Head era stato originariamente pensato per il ruolo di Leonato, ma non era disponibile a causa di altri impegni. Clark Gregg aveva lavorato con Whedon al film The Avengers ed è intervenuto a interpretare la parte.
- Claudio, interpretato da Fran Kranz. È un conte fiorentino, compagno d'armi di Don Pedro e amico di Benedetto. Esperto nel combattimento ma ingenuo e impulsivo per quanto riguarda i sentimenti, passa facilmente dall'innamoramento alla gelosia e al rifiuto, salvo poi pentirsene.
- Benedetto (Benedick), interpretato da Alexis Denisof. È un giovane padovano, anch'egli compagno di Don Pedro, brillante nella conversazione ma profondamente misogino. La sua antagonista preferita è Beatrice, con cui ama scambiare veloci battute sarcastiche, gareggiando in arguzia.
- Don Pedro, interpretato da Reed Diamond. È il Principe d'Aragona e rappresenta il personaggio buono per definizione, che si prodiga ad aiutare gli altri nell'intrecciare legami tra loro. È profondamente amico di Leonato, signore di Messina.
- Don Giovanni (Don John), interpretato da Sean Maher. È il fratello di Don Pedro e rappresenta il personaggio negativo e l'antagonista dell'intera vicenda. Detto "il Principe Bastardo," cerca attraverso le sue macchinazioni di rovinare il clima di allegria intorno a lui e di far fallire il matrimonio tra Ero e Claudio.
- Leonato, interpretato da Clark Gregg. È il governatore di Messina, padre di Ero e zio di Beatrice. È legato a Don Pedro con una forte amicizia, che gli eventi della commedia metteranno alla prova.
- Beatrice, interpretata da Amy Acker. È la nipote di Leonato e il personaggio femminile di maggior rilievo nella commedia. La sua intelligenza e arguzia la pone in costante e continua competizione verbale con Benedetto, con cui scambia ripetute battute spesso astiose. È anche pronta a ribellarsi contro le ingiustizie, come dimostra difendendo davanti a tutti l'onore della cugina, falsamente accusata di adulterio.
- Ero (Hero), interpretata da Jillian Morgese. È la figlia di Leonato e il secondo personaggio femminile per importanza. Caratterizzata come virtuosa e ingenua, cerca con la complicità delle sue damigelle di compagnia di fare ammettere alla cugina Beatrice di essere in realtà innamorata di Benedetto, ma si trova a sua volta oggetto delle macchinazioni di Don Giovanni ai danni del suo matrimonio. Sarà proprio la cugina l'unica a difenderla nel momento in cui tutti l'accuseranno di adulterio.
- Margherita (Margaret), interpretata da Ashley Johnson, e Orsola, interpretata da Emma Bates. Sono le damigelle di compagnia di Ero, complici con lei della macchinazione che mira a far credere a Beatrice che Benedetto stia soffrendo per l'amore da lei non corrisposto. Saranno anche involontarie complici dei piani distruttivi di Don Giovanni ai danni di Ero, ma alla fine sarà dimostrata la loro innocenza.

### Personaggi minori
- Carruba (Dogberry), interpretato da Nathan Fillion. È il capo delle guardie di Messina, e il principale personaggio comico (comic relief) della commedia, ma ha anche la funzione di risolvere il dramma causato dalle macchinazioni di Don Giovanni.
- Sorba (Verges), interpretato da Tom Lenk. È l'attendente di Carruba, costantemente maltrattato da lui.
- Borraccio (Borachio), interpretato da Spencer Treat Clark e Corrada (Conrade), interpretata da Riki Lindhome. Il primo è un soldato al servizio di Don Giovanni e la seconda è la sua amante (originariamente era un altro compagno maschio di Don Giovanni). Cercheranno di attuare le trame del padrone anche se con esito buffonesco. La confessione di Borraccio a Carruba sarà determinante per dimostrare l'innocenza di Ero e smascherare le malefatte di Don Giovanni.
- La sagrestana e la procuratrice, interpretate da Romy Rosemont. È l'avvocato presente all'interrogatorio di Borraccio e Corrada (originariamente è il giudice del processo a Borraccio, un ruolo maschile).
- Le guardie di ronda, interpretate da Nick Kocher e da Brian McElhaney membri del duo comico statunitense BriTANicK.
- L'assistente di Leonato, interpretato da Joshua Zar.
- Frate Francesco, interpretato da Paul M. Meston. È il sacerdote che deve celebrare il matrimonio tra Ero e Claudio. Suggerendo a Ero di simulare la sua morte di dolore a causa dell'ingiusta accusa ricevuta, contribuirà al pentimento di Claudio e alla soluzione positiva della storia.

## Produzione
Le riprese del film iniziarono a metà ottobre del 2011 e si svolsero presso la residenza di Joss Whedon a Santa Monica in California fino al 23 ottobre. Riguardo alla scelta della location, Whedon ha detto al programma radiofonico Studio 360: "Anzitutto, è mia moglie che ha costruito quella casa. Ed io ho saputo, fin dal primo momento che vi ho messo piede, che là avrei dovuto girare qualcosa. Poiché si trova tutto nello stesso luogo, quel posto ispira così tanto lo stato d'animo, le emozioni e l'aspetto del film, che mi sentivo veramente a mio agio". Whedon e sua moglie, Kai Cole, hanno prodotto il film mediante la loro casa di produzione Bellwether Pictures. Il film è stato girato interamente in bianco e nero in un periodo di dodici giorni, insieme al direttore della fotografia Jay Hunter. Whedon lo ha girato mentre si trovava in un periodo di riposo contrattuale dopo la post produzione del film The Avengers. Il progetto venne tenuto segreto fino alla fine della produzione: Joss Whedon chiese infatti sia al cast che alla troupe di non parlarne con nessuno fino a riprese finite.
Whedon ha spiegato il suo interesse iniziale nel progetto dicendo: "Ero fissato sul concetto che le nostre idee sull'amore romantico sono in realtà create dalla società che ci circonda, e che la fuga da esso consiste nell'amore adulto, nel matrimonio, nell'amore maturo, con cui evadiamo dagli ideali di amore che ci viene chiesto di seguire." Egli ha sviluppato il concetto, dicendo: "Si tratta di un testo davvero romanticamente cinico, riguardo all'amore, a come ci comportiamo, e a come ci si aspetta che ci comportiamo. È una festa, ma c'è anche qualcosa di più oscuro e sinistro". Ispirato dalla natura descrittiva del mezzo cinematografico, Whedon ha deciso di inserire un motivo ricorrente legato alla sessualità, "...perché il cinema è un mezzo espressivo visuale. Puoi dire una cosa oppure puoi farla vedere. [...] C'è in esso un elemento di scostumatezza, che per un po' è stato divertente, ma che alla fine diventava solo un altro elemento di oscurità". L'idea di Whedon di adattare l'opera per lo schermo ha avuto origine dalle "letture Shakespiriane" che si sono svolte a casa sua insieme a parecchi suoi amici qualche anno prima.
Whedon e il suo direttore della fotografia Jay Hunter si sono avvantaggiati dell'illuminazione naturale per aumentare il senso di realismo, rivelando che "Il nostro parco luci sorgeva ad est e tramontava ad ovest", facendo uso degli specchi, del vetro e delle finestre per filmarvi attraverso, come spiega: "è qualcosa che mi piacerebbe fare sempre, ma particolarmente in un film che è tutto incentrato sulle menzogne, sulla manipolazione e sulle incomprensioni. Più riesci ad alterare un po' un fotogramma, più esso ti racconta quello che sta succedendo". Per espressa dichiarazione di Whedon, "solo una scena è stata girata in due giorni a causa della necessaria illuminazione, ma tutto il resto è stato girato in un solo giorno", con una camera a mano, e digitalizzato con l'uso di diverse telecamere, in particolare una "Epic" della Red Digital Cinema Camera Company, e usando un teleobiettivo Lensbaby Composer con doppia lente su una Canon 7D per differenziare alcune scene.

## Distribuzione
Il film è stato proiettato in anteprima mondiale l'8 settembre 2012, durante la trentasettesima edizione del Toronto International Film Festival. Tre giorni dopo Lions Gate Entertainment e Roadside Attractions acquistarono i diritti di distribuzione del film nel Nord America, fissando successivamente la data di uscita in un numero limitato di sale a partire dal 7 giugno 2013.
Il primo trailer ufficiale del film è stato distribuito da Yahoo! Movies il 7 marzo 2013.
In Europa il film è stato proiettato nel gennaio del 2013 al Jameson International Film Festival di Dublino, al Festival del Cinema di Glasgow, all'International Istanbul Film Festival, al Bradford International Film Festival che si svolge nel National Media Museum di Bradford, al Festival del Cinema di Belfast, al Filmfest di Monaco di Baviera, al Festival Internazionale del Cinema di Atene e al Festival del Cinema di Helsinki.
Negli Stati Uniti la prima proiezione ha avuto luogo al South by Southwest Film Festival di Austin, nel Texas, seguita da quelle al Wisconsin Film Festival, al San Francisco International Film Festival, al Festival del Cinema Indipendente di Boston e al Festival Internazionale del Cinema di Seattle. Il periodo di proiezione limitata a New York, Los Angeles e San Francisco è stato prolungato il 14 giugno 2013. Dal 21 giugno 2013 il film è stato proiettato in 200-300 sale cinematografiche in tutta la nazione.

## Accoglienza

### Incassi
In Nord America
Con una distribuzione limitata a soli cinque locali a New York, Los Angeles e San Francisco, il film ha incassato 71.000 dollari al primo giorno di proiezione. Nel primo fine settimana ha incassato 183.400 dollari. L'incasso di 15.027 dollari ottenuto alla proiezione al Lincoln Center ha superato il precedente record di incassi della sala. Con la proiezione in altre 18 sale nella seconda settimana di distribuzione limitata il film ha ricavato la somma di 162.580 dollari.
Nella prima settimana di distribuzione regolare negli Stati Uniti ha incassato 762.350 dollari in 206 sale, portando la cifra totale degli incassi a 1.234.781 dollari. Dopo la seconda settimana ha guadagnato 590.000 dollari. La quarta settimana ha ottenuto un incasso complessivo di 263.700 dollari. L'incasso totale negli Stati Uniti è stato di 4.328.849 dollari.
Nel resto del mondo
Nel primo fine settimana di proiezione nel Regno Unito il film ha incassato 101.237 dollari in 64 sale. I numeri del box office per il primo fine settimana in Australia ammontano a 78.196 dollari. L'incasso complessivo all'estero è stato di 939.431 dollari.

### Critica
Much Ado About Nothing ha ricevuto recensioni generalmente positive dai critici, ottenendo l'84% di approvazione sul sito Rotten Tomatoes con una media di voto di 7,5 su 10, basata su 153 recensioni. Il consenso generale del sito è che "Con una lievità fino all'eccesso, la gioiosa energia e l'intimo fascino di 'Much Ado About Nothing' danno vita a una divertente commedia romantica — e un adattamento Shakespiriano - a cui è difficile resistere". Su Metacritic il film ha ottenuto un punteggio medio di 78 su 100 in base a 37 recensioni, il che significa "recensioni generalmente favorevoli".
John DeFore, scrivendo sull'Hollywood Reporter, ha recensito positivamente il film, sottolineando che "...più di molti altri adattamenti, questo è un film fedele all'abitudine di Shakespeare di utilizzare ogni mezzo a disposizione per intrattenere il pubblico". Tom Clift su Moviedex si è complimentato con l'uso da parte del regista di un sottile umorismo visivo, mentre Lou Lumenick del New York Post ha commentato che "Il brillante e irriverente adattamento di Joss Whedon di 'Much Ado About Nothing' è un piccolo miracolo — il primo film di una commedia di Shakespeare veramente divertente da decenni", concludendo: "Questo 'Much Ado About Nothing' è un sogno di una notte di prima estate. Non perdetelo." The Guardian ha assegnato al film un punteggio di quattro stelle su cinque, definendolo "...il primo grande Shakespeare contemporaneo dopo il Romeo e Giulietta di Baz Luhrmann". Christopher Schobert ha scritto su IndieWire che "Il risultato è una gioia completa, il film di Whedon più emozionalmente risonante e pienamente realizzato fino ad oggi. E lo dico pur non appartenendo ai membri devoti dell'esercito di Whedon". Sheila O'Malley del Chicago Sun-Times ha assegnato al film quattro stelle su quattro, e ha esordito dicendo che "Nei primi dieci minuti di Much Ado About Nothing mi sono trovata a sorridere con eccitazione, ma anche a trattenere il respiro con ansia e nervosismo. Sarebbe riuscito il film a mantenere il suo tono maniacalmente sicuro di sé, il suo brillante umorismo, la sua profondità di caratterizzazione e l'uso innovativo del testo e dell'ambientazione? Avrebbe conservato la magia? Sì. Dal principio alla fine." e concludendo che "'Much Ado About Nothing' è uno dei migliori film dell'anno". Mark Kermode su BBC Radio 5 Live ha detto del film: "Una delle cose che riesce a fare è, anzitutto, rendere completamente comprensibile tutto il dialogo e il linguaggio". Ha proseguito affermando che "gli spettatori riescono a seguirne il senso. Penso che la commedia sia divertente, e non lo dico con leggerezza. [...] E alla fine, penso che sia veramente ben fatto per quanto riguarda il riferimento al problema dei rapporti tra i sessi. [...] È un obiettivo molto difficile da mettere a segno, e Whedon c'è riuscito in due settimane!" Helen O'Hara sulla rivista Empire ritiene che, poiché il film mantiene una sensazione noir per compensare l'aspetto romantico, "è nell'equilibrio tra questi differenti elementi e personaggi che questa opera eccelle veramente". Chris Packham sulla rivista The Village Voice ha detto che il regista "si accosta alla storia con una gioia tremenda". Il recensore Jake Coyle dell'Associated Press ha scritto che "i cinefili avranno ben poche opzioni migliori quest'estate per vedere una buona commedia romantica". A. O. Scott del New York Times l'ha definito "il più allegro e puramente delizioso film che abbia visto quest'anno", elogiandolo alla fine per il suo "malizioso, intenso erotismo". Andrew O'Hehir sulla rivista online Salon ha scritto che "il film possiede quella energia 'Whedonesca' da nerd, uno spumeggiante umorismo, erotismo, sbornie e più di un accenno di pericolo". Kenneth Turan del Los Angeles Times ha affermato che il film è "amabile e senza pretese allo stesso tempo", lodando la sua rappresentazione visiva. IGN ha assegnato un punteggio di 7,5 su 10, affermando che "tutti dovrebbero vedere questo film". Joe Morgenstern del Wall Street Journal ha elogiato l'interpretazione di Fran Kranz, affermando che l'attore "rappresenta il personaggio di Claudio con una passione commovente", e relativamente al film sottolinea che "lo spirito gioioso dell'opera è stato conservato in questa produzione, pur così modesta e casereccia". Il giornalista di Rolling Stone, Peter Travers, ha scritto che il film è "una miscela irresistibile di allegria e malizia". Justin Chang di Variety ha sottolineato che il bianco e nero evoca un "romanticismo senza tempo", che viene intensificato dalla "lieve musica d'ambiente". Chris Tookey sul Daily Mail ha detto che questo è stato "il primo film a cinque stelle dell'estate". Chris Nashawaty della rivista Entertainment Weekly, nonostante lo definisca favorevolmente "sia audace che deliziosamente insano" ammette che "il film non è così veloce e divertente come potrebbe essere".

## Colonna sonora
Whedon ha composto personalmente la colonna sonora per il film ed ha assunto Deborah Lurie come produttrice. Ha arrangiato la musica di "Sigh No More" e "Heavily", due canzoni che William Shakespeare aveva scritto per la rappresentazione della commedia originale. Queste tracce sono state interpretate da Jed Whedon, fratello di Joss, musicista e sceneggiatore, e da sua moglie, l'attrice e cantante Maurissa Tancharoen. Whedon ha descritto l'esperienza provata nel suo debutto come compositore di colonne sonore come "terrorizzante", ma ha proseguito dicendo che "quando sono terrorizzato, so che mi sto divertendo". Ha anche riconosciuto di aver dovuto ingaggiare se stesso per farlo a causa di difficoltà monetarie e limiti di budget. La colonna sonora è stata pubblicata in versione digitale il 6 giugno 2013.

### Tracce
Testi e musiche di Joss Whedon, eccetto in "Sigh no more" e "Heavily"; edizioni musicali Bellwether Records.
1. Main Title – 1:12
2. Arrival – 0:55
3. Hero – 0:49
4. If I Had My Mouth – 2:06
5. To the Death – 0:42
6. Sigh No More (feat. Maurissa Tancharoen e Jed Whedon) – 2:36 (testo: William Shakespeare – musica: Joss Whedon)
7. Beauty Is a Witch – 1:54
8. A Double Heart – 0:41
9. Perfectest Herald – 1:07
10. The Only Love Gods – 0:38
11. Borachio – 2:01
12. The Gulling (Part 1) – 0:27
13. The Gulling (Part 2) – 1:56
14. The Gulling (Part 3) – 1:03
15. Love On – 0:52
16. Disloyal – 2:46
17. A Thousand Ducats – 2:08
18. Wedding Day – 0:30
19. Madam Withdraw – 0:31
20. Wedding March – 0:57
21. Left for Dead – 2:14
22. Is Not That Strange – 0:43
23. I Am Engaged – 2:00
24. A Word in Your Ear – 1:39
25. How Innocent She Died – 1:10
26. Heavily (feat. Maurissa Tancharoen e Jed Whedon) – 1:58 (testo: William Shakespeare – musica: Joss Whedon)
27. The Balcony – 1:13
28. Will You Come – 0:33
29. Walk of Shame – 0:36
30. Another Hero – 0:50
31. A Giddy Thing – 1:10
32. Last Dance – 0:44

Durata totale: 40:41